# Цивільна відповідальність за нанесення ядерної шкоди
Цивільна відповідальність за нанесення ядерної шкоди - це форма юридичної відповідальності, що настає за завдання ядерної шкоди оператором ядерної установки, що виражається в обмеженій виплаті коштів потерпілим за завдані збитки.

## Ключові поняття
Оператор ядерної установки (експлуатуюча організація) - призначена державою юридична особа, яка здійснює діяльність, пов'язану з вибором майданчика, проектуванням, будівництвом, введенням в експлуатацію, експлуатацією, зняттям з експлуатації ядерної установки або вибором майданчика, проектуванням, будівництвом, експлуатацією, закриттям сховища для захоронення радіоактивних відходів, забезпечує ядерну та радіаційну безпеку і несе відповідальність за ядерну шкоду (Ст.33 ЗУ "Про використання ядерної енергії та радіаційну безпеку).
Ядерні установки - об'єкти по виробництву ядерного палива, ядерні підкритичні установки, ядерні реактори, які включають критичні та підкритичні збірки; дослідницькі реактори; атомні електростанції; підприємства і установки зі збагачення та переробки палива, а також сховища відпрацьованого палива. Виключенням є тільки ядерні реактори, якими обладнані засоби морського та повітряного транспорту.
Ядерна шкода - втрата життя, будь-які ушкодження, завдані здоров'ю людини, або будь-яка втрата майна, або шкода, заподіяна майну, або будь-яка інша втрата чи шкода, що є результатом небезпечних властивостей ядерного матеріалу на ядерній установці або ядерного матеріалу, який надходить з ядерної установки чи надсилається до неї, крім шкоди, заподіяної самій установці або транспортному засобу, яким здійснювалося перевезення
Ядерний інцидент - будь-яка подія або ряд подій одного й того ж походження, що завдають ядерної шкоди.

## Цікаві факти
1. В Україні єдиним оператором усіх атомних електростанцій є ДП "Енергоатом".
2. Ядерна шкода відшкодовується  виключно  у  формі  грошової компенсації. 
3. Відповідальність оператора за ядерну шкоду обмежується сумою, еквівалентною 150 мільйонам (для дослідницьких реакторів еквівалентною 5 мільйонам) Спеціальних прав запозичення у національній валюті за кожний ядерний інцидент.
4. Цивільна відповідальність оператора ядерної установки за нанесення ядерної шкоди обов`язково підлягає страхуванню.
5. Відповідальність оператора за нанесення ядерної шкоди є абсолютною – тобто настає незалежно від встановлення його вини, окрім деяких випадків, а саме: стихійного лиха виняткового характеру, збройного конфлікту, воєнних дій, громадянської війни або повстання. Також, якщо оператор доведе, що ядерна шкода виникла повністю або частково внаслідок грубої недбалості особи, якій заподіяна шкода, або внаслідок дії чи бездіяльності такої особи з наміром заподіяти шкоду, оператор за рішенням суду може звільнятися повністю або частково від обов'язку відшкодування шкоди, заподіяної такій особі.